# Klimaat van Nederland
Het klimaat van Nederland is een gematigd zeeklimaat in het Europese deel van Nederland. Tot Nederland behoren ook drie eilanden in het Caribisch gebied. Op de eilanden Saba en Sint Eustatius heerst een tropisch savanneklimaat tot moessonklimaat, terwijl op Bonaire een steppeklimaat heerst.

## Europees Nederland
| Maand                   | jan  | feb  | mar   | apr   | mei   | jun   | jul   | aug   | sep   | okt   | nov  | dec  | Jaar   |
| ----------------------- | ---- | ---- | ----- | ----- | ----- | ----- | ----- | ----- | ----- | ----- | ---- | ---- | ------ |
| Gem. hoogste temp. (°C) | 6,1  | 7,0  | 10,5  | 14,8  | 18,3  | 20,9  | 23,1  | 22,9  | 19,5  | 14,8  | 9,9  | 6,7  | 14,5   |
| Gem. temp. (°C)         | 3,6  | 3,9  | 6,5   | 9,8   | 13,4  | 16,2  | 18,3  | 17,9  | 14,7  | 10,9  | 7,0  | 4,2  | 10,5   |
| Gem. laagste temp. (°C) | 0,9  | 0,7  | 2,4   | 4,5   | 8,0   | 10,8  | 13,0  | 12,5  | 10,0  | 7,1   | 3,9  | 1,6  | 6,3    |
| Gem. neerslag (mm)      | 70,8 | 63,1 | 57,8  | 41,6  | 59,3  | 70,5  | 85,2  | 83,6  | 77,9  | 81,1  | 80,0 | 83,8 | 854,7  |
| Gem. aantal uren zon    | 66,6 | 89,6 | 139,4 | 189,2 | 217,5 | 207,1 | 213,9 | 196,3 | 152,8 | 119,3 | 67,4 | 55,5 | 1714,6 |

In Europees Nederland heerst een zogenaamd Cfb-klimaat, een gematigd zeeklimaat met milde winters en koele zomers. Daarbinnen is onderscheid te maken in mesoklimaten, waarbij de verschillen veroorzaakt worden door de afstand tot het water, het reliëf en de grondsoort, grotendeels overeenkomend met de verschillende landschapstypes. Binnen een mesoklimaat kunnen lokale klimaten voorkomen, zoals een stadsklimaat, een bosklimaat of op nog kleinere schaal microklimaten.
Het weer in het zuiden en oosten van Nederland heeft wat meer weg van een landklimaat: doordat deze regio's wat dieper landinwaarts liggen, worden deze minder beïnvloed door de zee.

### Temperatuur
Het klimaat wordt beïnvloed door de Noordzee die het gehele jaar de temperatuur matigt, waarbij zowel de dagelijkse als jaarlijkse temperatuurschommelingen landinwaarts richting het oosten toenemen.
 In het noorden is de temperatuur gemiddeld over het gehele jaar iets lager dan in het zuiden. De kustprovincies in het zuidwesten, westen en noorden hebben in de herfst- en wintermaanden doorgaans zachter weer dan het oosten en noordoosten. In de zomer zijn het oosten van Brabant en uiterste noorden van Limburg de gemiddeld warmste plekken. De gemiddeld koudste maand is op de meeste plaatsen januari, de warmste maand juli. De gemiddelde duur van het groeiseizoen in De Bilt bedraagt 270 dagen. Over de afgelopen decennia is een stijging van de langjarige gemiddelde temperatuur waar te nemen, waarvoor als waarschijnlijke hoofdoorzaak een versterkt broeikaseffect wordt aangewezen.

### Zonuren
Vanwege een beveiligingsprobleem met de MediaWiki Graph-software is het momenteel niet mogelijk deze grafiek weer te geven. Zodra de software is bijgewerkt zal de grafiek vanzelf weer zichtbaar worden.

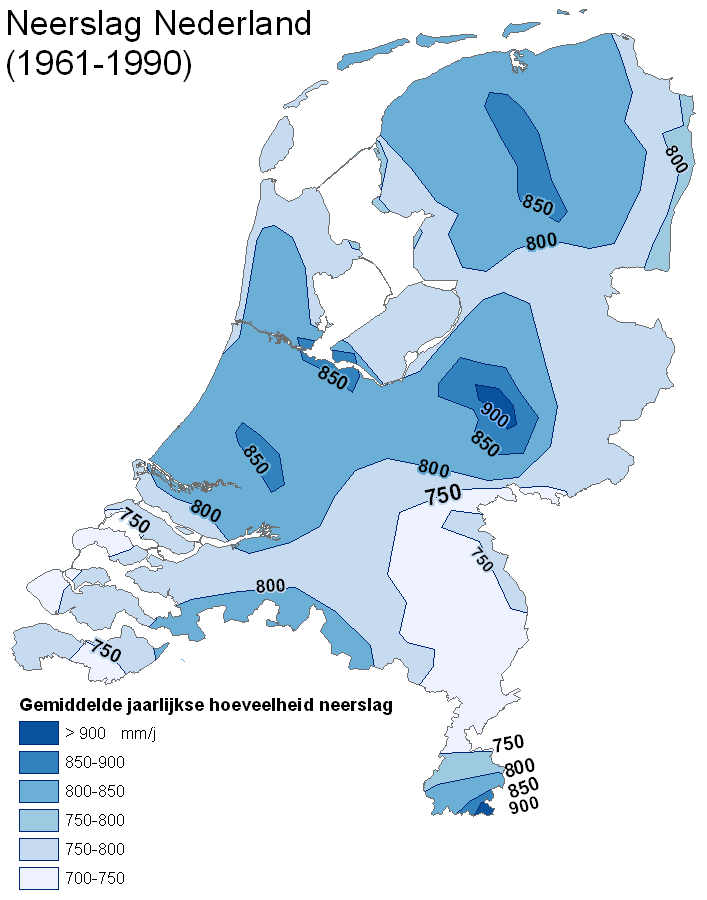
Neerslag in mm/jaar

Met circa 1650 zonuren heeft de kust de meeste zonuren, terwijl de Achterhoek met circa 1500 uur de minste zonneschijn heeft.

### Neerslag
Vanwege een beveiligingsprobleem met de MediaWiki Graph-software is het momenteel niet mogelijk deze grafiek weer te geven. Zodra de software is bijgewerkt zal de grafiek vanzelf weer zichtbaar worden.
Gemiddeld valt er per jaar 853 mm aan neerslag in Nederland en is er jaarlijks een neerslagoverschot. Het natst zijn de Veluwe, Drenthe, Zuid-Limburg en de Randstad.
Ondanks het imago van regenland, regent het gemiddeld slechts 8% van de tijd.
In de zomer valt de regen in de regel met grotere hoeveelheden dan in de winter. Door de warmte kunnen fikse buien ontstaan, waardoor dan in korte tijd meer regen valt dan in de koude periode van het jaar. In de nazomer en herfst vallen de zwaarste buien vaak in de kustprovincies, omdat het warme zeewater de buien dan activeert.
Gemiddeld over de zomermaanden juni, juli en augustus lopen de totale hoeveelheden neerslag uiteen van ongeveer 180 mm langs de Noord-Hollandse kust tot 215 mm in het binnenland. Aan de kust valt in de herfst omstreeks 250 mm. Zware buien leveren soms meer dan 20 mm in een kwartier op, wat gemakkelijk tot wateroverlast kan leiden. De grootste hoeveelheden vallen tijdens onweersbuien en op buiige dagen zijn etmaalhoeveelheden van enkele tientallen millimeters zeker in de warme periode van het jaar geen uitzondering.
In de zomer is er vooral op grasland een verdampingsoverschot (of neerslagtekort). Het centrale deel van Limburg is het droogst met minder dan 700 millimeter (mm).

### Weer
Het weer is sterk afhankelijk van de luchtsoort en de fronten die de verschillende luchtsoorten scheiden. Het meest voorkomend in Nederland is van de Atlantische Oceaan afkomstige maritiem polaire lucht die in de zomer vochtig en koud is en vochtig en gematigd warm in de winter. Bij een stormachtige noordwestenwind zorgt de maritieme arctische lucht voor buiig, guur weer. Uit Rusland en Siberië wordt zomers warme en droge continentale polaire lucht aangevoerd. In de winter is deze koud en droog. Warme maritiem tropische lucht zorgt in de winter veel voor mist en in de zomer voor onweer. Continentaal tropische lucht is warm en droog.

### Klimaathistorie
Het klimaat in Nederland is niet altijd zo geweest als vandaag de dag. Gedurende sommige periodes was het warmer en in andere was het veel kouder. Het laatste glaciaal was een periode van extreme koude die tienduizenden jaren duurde en ongeveer 11.700 jaar geleden eindigde. Gedurende deze periode was de temperatuur zo laag dat veel van de omringende oceaan bevroor en een grote ijskap zich over een deel van Europa uitstrekte. In deze periode lag de Noordzee voor een groot deel droog en had Nederland dientengevolge geen gematigde invloed van de Noordzee. Van dit verre verleden zijn geen directe metingen van het weer beschikbaar, waardoor het ook moeilijk is om het klimaat op de moderne manier te beschrijven.
De eerste geregelde metingen in Nederland stammen uit 1706. Vanaf deze periode kunnen gemiddelden van de temperatuur over 30 jaar worden berekend. Deze perioden van 30 jaar vormen de basis om het klimaat te classificeren en om naar verandering van het klimaat te kijken. 

#### Per seizoen
De classificatie van het klimaat wordt mede gebaseerd op maandgemiddelden en de typering van seizoenen. De variaties per seizoen over de afgelopen 300 jaar leiden tot de volgende tabel:
| periode   | winter (°C) | lente (°C) | zomer (°C) | herfst (°C) | Temperatuurreeks van Labrijn |
| --------- | ----------- | ---------- | ---------- | ----------- | --- |
| 1711-1740 | 2,29        | 8,47       | 16,20      | 10,14       | Vanwege een beveiligingsprobleem met de MediaWiki Graph-software is het momenteel niet mogelijk deze grafiek weer te geven. Zodra de software is bijgewerkt zal de grafiek vanzelf weer zichtbaar worden. |
| 1741-1770 | 1,90        | 7,80       | 16,11      | 9,74        | Vanwege een beveiligingsprobleem met de MediaWiki Graph-software is het momenteel niet mogelijk deze grafiek weer te geven. Zodra de software is bijgewerkt zal de grafiek vanzelf weer zichtbaar worden. |
| 1771-1800 | 1,55        | 8,10       | 16,37      | 9,89        | Vanwege een beveiligingsprobleem met de MediaWiki Graph-software is het momenteel niet mogelijk deze grafiek weer te geven. Zodra de software is bijgewerkt zal de grafiek vanzelf weer zichtbaar worden. |
| 1801-1830 | 1,40        | 8,21       | 15,86      | 9,65        | Vanwege een beveiligingsprobleem met de MediaWiki Graph-software is het momenteel niet mogelijk deze grafiek weer te geven. Zodra de software is bijgewerkt zal de grafiek vanzelf weer zichtbaar worden. |
| 1831-1860 | 1,98        | 8,06       | 16,32      | 9,78        | Vanwege een beveiligingsprobleem met de MediaWiki Graph-software is het momenteel niet mogelijk deze grafiek weer te geven. Zodra de software is bijgewerkt zal de grafiek vanzelf weer zichtbaar worden. |
| 1861-1890 | 2,29        | 8,26       | 16,19      | 9,67        | Vanwege een beveiligingsprobleem met de MediaWiki Graph-software is het momenteel niet mogelijk deze grafiek weer te geven. Zodra de software is bijgewerkt zal de grafiek vanzelf weer zichtbaar worden. |
| 1891-1920 | 2,42        | 8,35       | 15,74      | 9,39        | Vanwege een beveiligingsprobleem met de MediaWiki Graph-software is het momenteel niet mogelijk deze grafiek weer te geven. Zodra de software is bijgewerkt zal de grafiek vanzelf weer zichtbaar worden. |
| 1921-1950 | 2,28        | 8,50       | 15,96      | 9,67        | Vanwege een beveiligingsprobleem met de MediaWiki Graph-software is het momenteel niet mogelijk deze grafiek weer te geven. Zodra de software is bijgewerkt zal de grafiek vanzelf weer zichtbaar worden. |
| 1951-1980 | 2,44        | 8,31       | 16,06      | 10,04       | Vanwege een beveiligingsprobleem met de MediaWiki Graph-software is het momenteel niet mogelijk deze grafiek weer te geven. Zodra de software is bijgewerkt zal de grafiek vanzelf weer zichtbaar worden. |
| 1981-2010 | 3,41        | 9,49       | 17,02      | 10,64       | Vanwege een beveiligingsprobleem met de MediaWiki Graph-software is het momenteel niet mogelijk deze grafiek weer te geven. Zodra de software is bijgewerkt zal de grafiek vanzelf weer zichtbaar worden. |
| gemiddeld | 2,2         | 8,4        | 16,2       | 9,9         | Vanwege een beveiligingsprobleem met de MediaWiki Graph-software is het momenteel niet mogelijk deze grafiek weer te geven. Zodra de software is bijgewerkt zal de grafiek vanzelf weer zichtbaar worden. |

Wat duidelijk te zien is in de grafiek en tabel is dat het begin 1700 warmer was dan begin 1800. Ook is te zien dat niet elk seizoen in gelijke mate afkoelt en opwarmt. Met name de winter en lente zijn veel gevoeliger voor variaties dan de zomer en herfst.
- De gemiddelde lentetemperatuur op 30 jaar varieert van een minimum van 7,8 °C in de periode 1741-1770 tot 9,5 °C in de periode 1981-2010. Over 300 jaar gekeken is de gemiddelde lentetemperatuur 8,3 °C. De huidige gemiddelde lentetemperatuur is 1,1 °C hoger komen te liggen dan het 300 jaar gemiddelde. Dit is bijna net zoveel warmer als de winterperiode.
- In de zomer varieert dit gemiddelde van een minimum van 15,7 °C in de periode 1891-1920 tot 17,2 °C in de periode 1981-2010. Over 300 jaar gekeken is de gemiddelde zomertemperatuur 16,2 °C. Met gemiddeld 17 °C nu is de zomer 0,8 °C warmer geworden.
- Het gemiddelde in de herfst varieert van een minimum van 9,4 °C in de periode 1891-1920 tot 10,6 °C in de periode 1981-2010. Over 300 jaar gekeken is de gemiddelde herfsttemperatuur 9,8 °C. Het huidige klimaat ligt 0,8 °C boven dit 300-jarige gemiddelde.
- In de winter varieert het gemiddelde van minimum 1,4 °C in de periode 1801-1830 tot 3,4 °C in de periode 1981-2010. Over 300 jaar gekeken is de gemiddelde wintertemperatuur 2,2 °C. Het huidige klimaat ligt 1,2 °C boven dit 300-jarige gemiddelde. Bij de variaties in temperatuur tussen de seizoenen valt op dat in de afgelopen 300 jaar met name de winter zachter is geworden.

## Caribisch Nederland

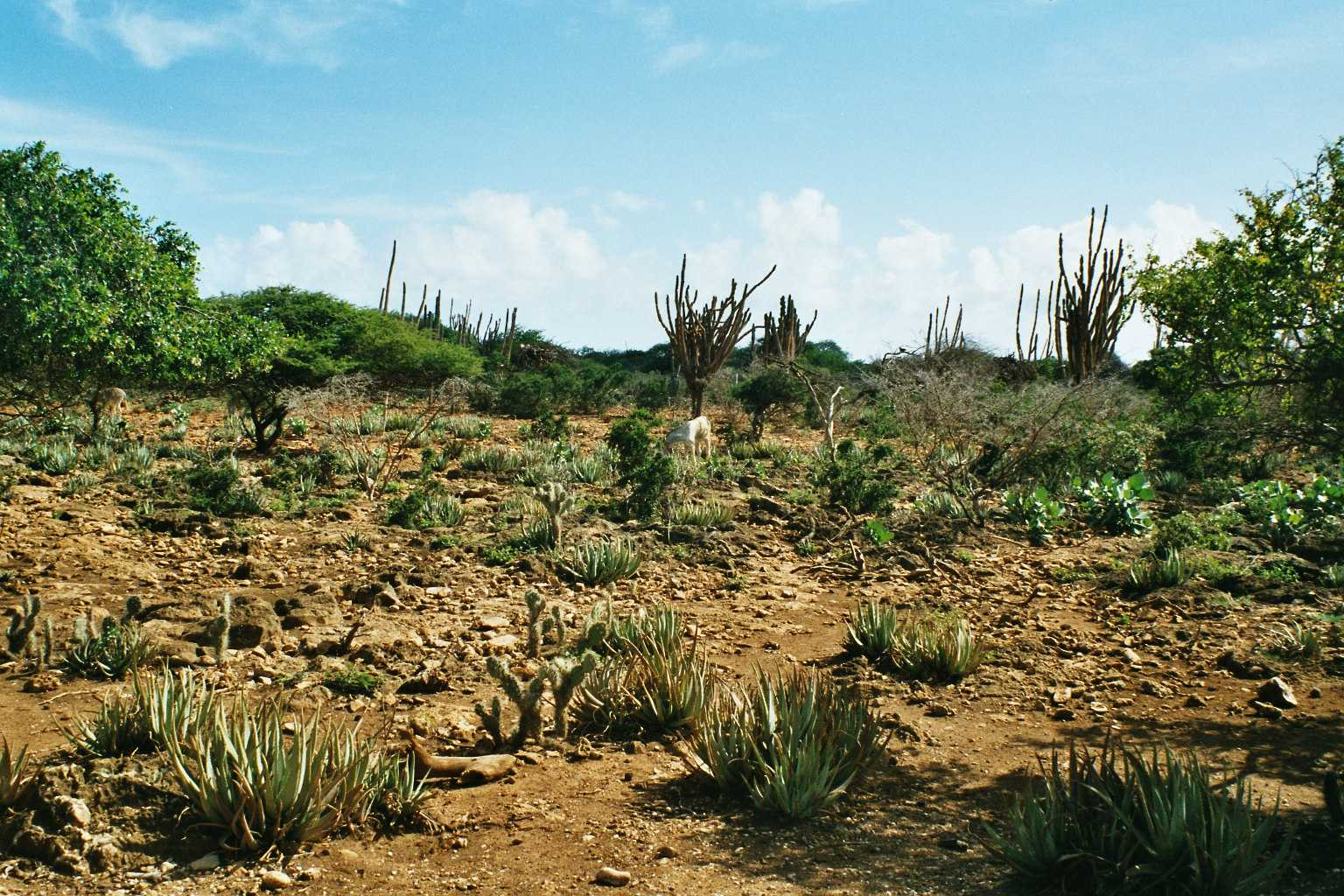
Bonaire heeft een steppeklimaat

### Bovenwinds
De eilanden Saba en Sint Eustatius behoren tot de bovenwindse eilanden van de Kleine Antillen. De beide eilanden worden gedomineerd door een slapende vulkaan die het hoogste punt van ieder van de eilanden vormt, The Quill op Sint Eustatius (601 meter) en Mount Scenery op Saba (887 meter).
Het klimaat op de beide eilanden kan, afhankelijk van de hoogte, in de klimaatclassificatie van Köppen worden ingedeeld als Aw (tropisch savanneklimaat) in de laaggelegen gebieden tot Am (moessonklimaat) in de hoger gelegen gebieden, met Af (tropisch regenwoudklimaat) op Mount Scenery en wellicht ook op The Quill.

### Benedenwinds
Het eiland Bonaire maakt deel uit van de benedenwindse eilanden van de Kleine Antillen. Het klimaat op het westelijke deel van deze eilanden is vergelijkbaar met dat van het nabijgelegen vasteland, semi-aride tot aride. Bonaire heeft een BS-klimaat (steppeklimaat) in de classificatie van Köppen.